# Russell Crowe
Russell Ira Crowe (Wellington, 7 de abril de 1964) es un actor, director, productor de cine y músico neozelandés.
Crowe captó la atención internacional por su papel como el general romano Maximus Decimus Meridius en la histórica película épica Gladiator (2000), dirigida por Ridley Scott, film por el que Crowe ganó múltiples premios, incluyendo un Óscar al mejor actor, un Premio de la Asociación de Críticos de Cine al mejor actor, un Premio Empire al mejor actor y un London Film Critics Circle Award al mejor actor. Interpretó a Jeffrey Wigand en la película The Insider (1999), por la que recibió varios premios por su actuación. También, la representación de Crowe del matemático y Premio Nobel John Forbes Nash en la película biográfica A Beautiful Mind (2001) le trajo numerosos premios, incluyendo un BAFTA al mejor actor, un Globo de Oro al mejor actor dramático y un Premio del Sindicato de Actores al mejor actor.
Otras películas destacables de Crowe son Romper Stomper (1992), Virtuosity (1995), L. A. Confidential (1997), Prueba de vida (2000), Master and Commander: The Far Side of the World (2003), Cinderella Man (2005), American Gangster (2007), State of Play (2009), Robin Hood (2010), The Next Three Days (2010), Los miserables (2012), El hombre de los puños de hierro (2012), El hombre de acero (2013), Noé (2014), The Water Diviner (2014) y The Pope's Exorcist(2023), Las obras fílmicas de Crowe le han valido varios reconocimientos más durante su carrera, incluyendo una estrella en el paseo de la fama de Hollywood y tres nominaciones consecutivas de la Academia de Artes y Ciencias Cinematográficas (1999-2001).

## Biografía

### Inicios
Primo de dos antiguos capitanes de la selección neozelandesa de críquet, Martin Crowe y Jeff Crowe, nació en Strathmore Park, un suburbio de Wellington (Nueva Zelanda) y tiene ascendencia galesa, noruega y maorí. Con cuatro años se trasladó a Australia, donde sus padres trabajaron como suministradores de cáterin para rodajes y donde estudiaría en la Sydney Boys High School durante diez años. En 1978 la familia Crowe volvió a Nueva Zelanda, donde Russell no terminaría su educación secundaria para poder ayudar económicamente a su familia.
Volvió a Australia siete años más tarde e intentó ser admitido en el Instituto Nacional de Arte Dramático. «Actuaba en un espectáculo teatral, y hablé con un tipo que era entonces el jefe del apoyo técnico en el NIDA», recordó Crowe. «Le pregunté qué pensaba acerca de que yo pasara tres años en el NIDA. Me dijo que sería una pérdida de tiempo. Dijo: “Tú ya haces las cosas que se supone que te enseñan allí, y has estado haciéndolas durante la mayor parte de tu vida, así que no hay nada que puedan enseñarte salvo malos hábitos”». En 1987 Crowe pasó seis meses trabajando como actor callejero cuando no encontraba otro trabajo.

### Vida privada
A pesar de haber nacido en Nueva Zelanda, ha vivido en Australia la mayor parte de su vida y se identifica a sí mismo como australiano. Crowe es también el copropietario de los South Sydney Rabbitohs, un equipo de la National Rugby League australiana y es hincha de los Leeds Rhinos en la Super League europea.
Fue amante de Meg Ryan, que por aquel entonces estaba casada con Dennis Quaid, durante y después del rodaje de Prueba de vida (2000). A pesar de ello, y tres años después, el 7 de abril de 2003 se casó con la también actriz y cantante australiana Danielle Spencer. El 21 de diciembre de 2003 nació su primer hijo, Charles Spencer Crowe, y el 7 de julio de 2006 nació el segundo, Tennyson Spencer Crowe. El 15 de octubre de 2012, Danielle Spencer y Crowe anunciaron su divorcio de mutuo acuerdo tras nueve años de matrimonio.
En otro aspecto, el actor se ha visto involucrado en varios altercados que le han dado la reputación de tener mal carácter. Por ejemplo, en junio de 2006, Russell agredió al conserje de un hotel después de discutir con él tras haber intentado llamar a su mujer por teléfono. El actor se declaró culpable, por lo que se le redujo la pena.
Sabe tocar el violín, arte en el que indica ser muy diestro.
Vive la mayor parte del año en Australia. Tiene una casa al final de Finger Wharf, (Woolloomooloo), Sídney, y una propiedad rural de 320 hectáreas en Nana Glen (Nueva Gales del Sur).

## Trayectoria profesional

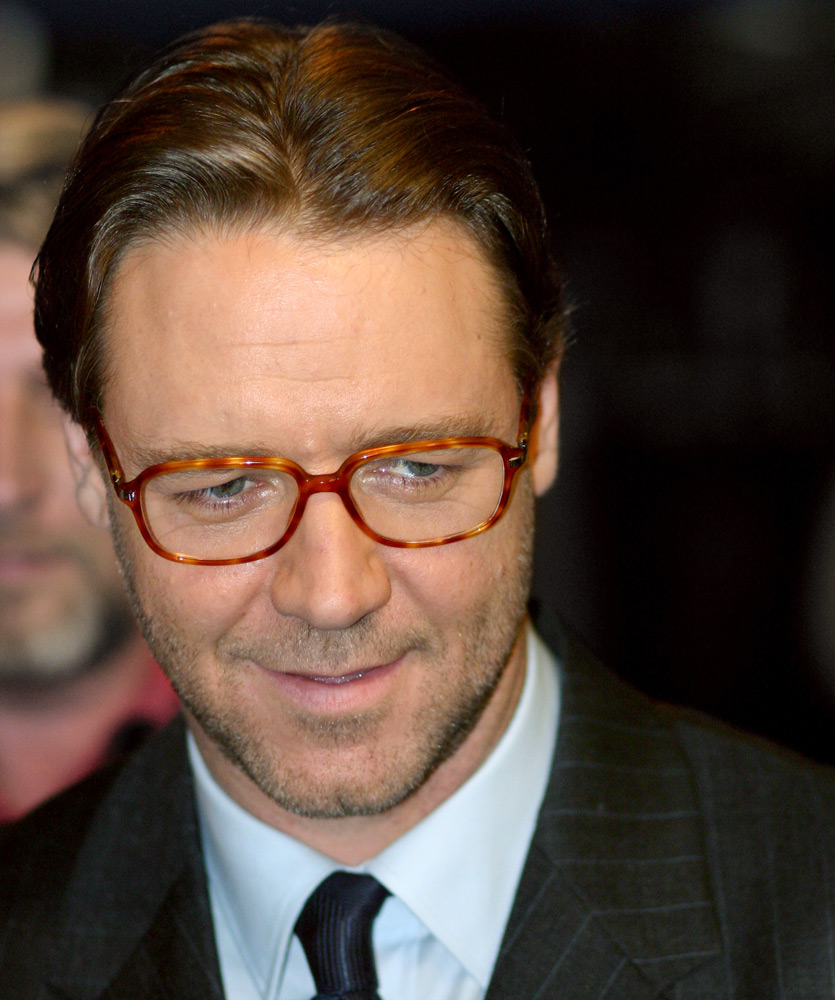
Russell Crowe en Piccadilly Circus, Londres, durante el rodaje de Un buen año.

### Cinematográfica
Después de aparecer en las series de televisión Neighbours y Living with the Law, Crowe obtuvo un papel en su primera película: The Crossing (1990), la historia de un triángulo amoroso en una ciudad pequeña, dirigida por George Ogilvie. Antes de que comenzara la producción, un estudiante protegido por Ogilvie, Steve Wallace, contrató a Crowe para la película Blood Oath (1990) (también llamada Prisoners of the Sun), que fue estrenada un mes antes, aunque realmente se filmó después. En 1992 Crowe protagonizó el primer episodio de la segunda temporada de Police Rescue. También en 1992 protagonizó Romper Stomper, una película australiana sobre el auge y caída de un grupo de skinheads racistas en un suburbio obrero de Melbourne, dirigida por Geoffrey Wright.
Tras su éxito inicial en Australia comenzó a actuar en películas estadounidenses. Primero coprotagonizaría con Denzel Washington la película Virtuosity en 1995. También en ese año Sharon Stone lo eligiría para coprotagonizar la película de Sam Raimi Rápida y mortal. Saltó al estrellato en Hollywood al protagonizar, junto a Kevin Spacey, Guy Pearce y Kim Basinger (quien ganaría el Óscar a la mejor actriz secundaria ese mismo año) la película L.A. Confidential en 1997. Recibió tres nominaciones consecutivas como mejor actor por The Insider, Gladiator y A Beautiful Mind. Ganó el Óscar por Gladiator en 2001; Crowe lució en la ceremonia la medalla de su abuelo Stan Wemyss de miembro de la Orden del Imperio Británico. Obtuvo el premio al mejor actor por A Beautiful Mind en la ceremonia de los Premios BAFTA de 2002. Sin embargo, no pudo ganar el Óscar ese año, que fue para Denzel Washington. Se ha sugerido que su ataque al productor de televisión Malcolm Gerrie por cortarle su discurso de agradecimiento pudo haber puesto en su contra a los votantes. Dentro de los seis años que van desde 1997 hasta 2003, Crowe intervino en otras dos películas nominadas al Óscar a la mejor película, la ya mencionada L.A. Confidential y Master and Commander: The Far Side of the World, aunque no fue nominado en ninguna de ellas. En 2005 volvió a formar equipo con el director de A Beautiful Mind, Ron Howard, para Cinderella Man. Repitió trabajo con el director Ridley Scott en tres películas más: la comedia romántica Un buen año (2006), el thriller de espías Red de mentiras y la película de gánsters American Gangster (2007), donde de nuevo tuvo a Denzel Washington como coprotagonista.
En los últimos años, el prestigio de Crowe en taquilla ha disminuido. Crowe apareció en Robin Hood, una película basada en la leyenda de Robin Hood, dirigida por Ridley Scott y estrenada el 14 de mayo de 2010. Durante el rodaje de Robin Hood, Crowe se fracturó ambas piernas en una escena en la que "saltaba desde un castillo sobre un terreno irregular y duro como una roca" y dijo que "nunca habló de la lesión con la producción, nunca se tomó un día libre por ello, simplemente seguí yendo a trabajar". Crowe protagonizó en 2010 la película de Paul Haggis Los próximos tres días, una adaptación de la película francesa de 2008 Pour Elle.
Tras un año sin actuar, Crowe interpretó a Jackknife en El hombre de los puños de hierro, junto a RZA. Interpretó el papel de Javert en la película musical de Los miserables (2012),  y encarnó al padre biológico de Superman, Jor-El, en la película producida por Christopher Nolan, El hombre de acero, estrenada en el verano de 2013. En 2014, interpretó a un gánster en la adaptación cinematográfica de la novela de 1983 de Mark Helprin Cuento de invierno, y el papel principal en la película de Darren Aronofsky Noé.  En junio de 2013, Crowe firmó para hacer su debut como director con una película de drama histórico The Water Diviner, que también protagonizó junto a Jacqueline McKenzie, Olga Kurylenko, Jai Courtney. Ambientada en el año 1919, la película fue producida por Troy Lum, Andrew Mason y Keith Rodger.  Crowe tuvo un papel importante en La momia (2017). Crowe interpretó a Zeus en la película del Universo Cinematográfico Marvel Thor: Amor y trueno, que se estrenó el 8 de julio de 2022. Interpreta al famoso exorcista padre Gabriele Amorth en El exorcista del Papa (2023).

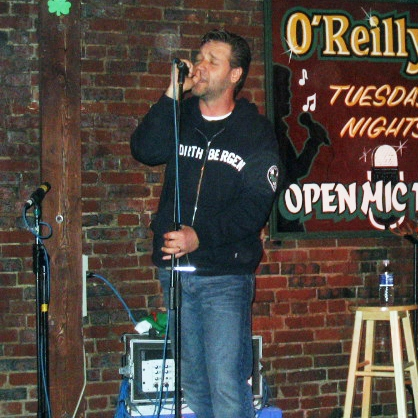
Crowe en el O'Reilly's Pub de San Juan de Terranova (Canadá).

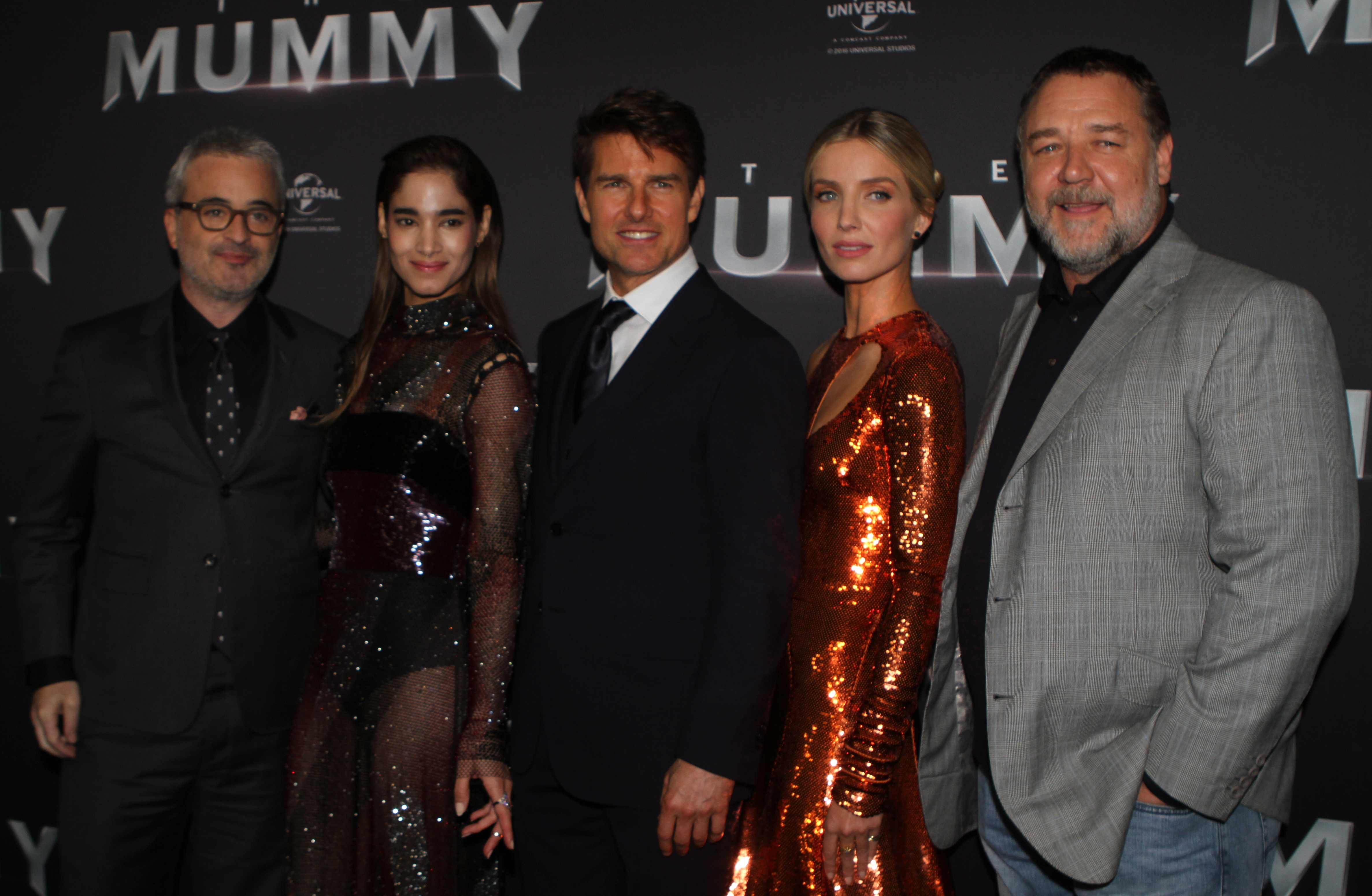
Crowe con el director y el reparto de La momia (en la foto también aparecen Sofia Boutella, Tom Cruise, Annabelle Wallis y Alex Kurtzman).

### Musical
Crowe es también cantante y compositor. Intervino en el musical Grease, en 1983. Desde 1986 hasta 1988 intervino en la gira de la producción The Rocky Horror Picture Show, en la que hizo alrededor de 458 representaciones, siendo Dr. Frank N. Furter cincuenta veces, y cuatrocientas veces como Eddie y Dr. Scott. Fue vocalista y guitarrista de la banda de rock 30 Odd Foot of Grunts, formada en 1992 y ya disuelta. El grupo, que no tuvo éxito de crítica ni demasiado público, editó tres discos: Gaslight (1998), Bastard Life or Clarity (2001) y Other Ways of Speaking (2003).
Crowe continuó con su carrera musical, colaborando con Alan Doyle, de la banda canadiense Great Big Sea, a principios de 2005. El 19 de abril de 2005 publicó un sencillo, Raewyn. Miembros de su anterior grupo colaboraron en este proyecto. Ha publicado un álbum en iTunes titulado My Hand, My Heart, que incluye una canción tributo al fallecido actor Richard Harris, de quien se convirtió en íntimo amigo durante el rodaje de Gladiator.

## Popularidad
Aunque Russell Crowe es neozelandés, sus inicios como actor fueron en Australia, por lo que es considerado uno de los actores de mayor talento de su generación en aquel país, que logró llegar a Hollywood a mediados de los años 90 para convertirse rápidamente en uno de los actores más solicitados de la industria cinematográfica. Su interpretación en The Insider le llevó a lograr su primera nominación al Óscar por Mejor actor. Al año siguiente volvería a estar nominado en la misma categoría, que ganó por su estelar papel en Gladiator, y un año más tarde lo volvería a estar por su interpretación en A Beautiful Mind. Otras películas de la década de los años 2000's en las que destacó fueron Master and Commander: The Far Side of the World, Cinderella Man, American Gangster y 3:10 to Yuma, las cuales lo catapultarían a ser una de las máximas estrellas de Hollywood.

## Premios y distinciones
Premios Óscar
| Año  | Categoría   | Película         | Resultado |
| ---- | ----------- | ---------------- | --------- |
| 2000 | Mejor actor | The Insider      | Nominado  |
| 2001 | Mejor actor | Gladiator        | Ganador   |
| 2002 | Mejor actor | A Beautiful Mind | Nominado  |

Premios Globo de Oro
| Año  | Categoría                            | Película                                        | Resultado |
| ---- | ------------------------------------ | ----------------------------------------------- | --------- |
| 2020 | Mejor actor de miniserie o telefilme | The Loudest Voice                               | Ganador   |
| 2006 | Mejor actor - Drama                  | Cinderella Man                                  | Candidato |
| 2004 | Mejor actor - Drama                  | Master and Commander: The Far Side of the World | Candidato |
| 2001 | Mejor actor - Drama                  | A Beautiful Mind                                | Ganador   |
| 2000 | Mejor actor - Drama                  | Gladiator                                       | Candidato |
| 1999 | Mejor actor - Drama                  | The Insider                                     | Candidato |

Premios BAFTA
| Año  | Categoría   | Película         | Resultado |
| Año  | Categoría   | Trabajo nominado | Resultado |
| ---- | ----------- | ---------------- | --------- |
| 2001 | Mejor actor | A Beautiful Mind | Ganador   |
| 2000 | Mejor actor | Gladiator        | Candidato |
| 1999 | Mejor actor | The Insider      | Candidato |

Premios del Sindicato de Actores
| Año  | Categoría     | Película            | Resultado |
| ---- | ------------- | ------------------- | --------- |
| 2007 | Mejor reparto | American Gangster   | Candidato |
| 2007 | Mejor reparto | El tren de las 3:10 | Candidato |
| 2006 | Mejor actor   | Cinderella Man      | Candidato |
| 2002 | Mejor actor   | A Beautiful Mind    | Ganador   |
| 2002 | Mejor reparto | A Beautiful Mind    | Candidato |
| 2001 | Mejor actor   | Gladiator           | Candidato |
| 2001 | Mejor reparto | Gladiator           | Candidato |
| 2000 | Mejor actor   | The Insider         | Candidato |
| 1998 | Mejor reparto | L. A. Confidential  | Candidato |

Premios Golden Raspberry
| Año  | Categoría              | Película  | Resultado |
| ---- | ---------------------- | --------- | --------- |
| 2017 | Mejor actor de reparto | The Mummy | Nominado  |

- Premio al mejor actor principal de Premios AACTA (son una gala de Premios anuales donde se reconoce la excelencia profesional en la industria fílmica y televisiva, incluidos productores, directores, actores, escritores y cinematógrafos. Es la ceremonia más prestigiosa de la industria fílmica y televisiva australiana, considerados como la contraparte australiana de los Premios Óscar estadounidenses o los Premios de la Academia Británica.)